# فستیوال جاز استانبول
فستیوال بین‌المللی جاز استانبول (Istanbul Jazz Festival) یکی از رویدادهای فرهنگی ترکیه است که همه ساله در ماه ژوئیه در شهر استانبول برگزار می شود.
شهر استانبول در چهارم ژوئیه سال ۱۹۸۴ میلادی در بین برنامه های متنوع جشنواره موسیقی بین‌المللی خود ، میزبان یک کنسرت جاز از چیک کوریا و استیو کوجالا شد. این سبک موسیقی آن چنان مورد استقبال واقع شد که طی سال های بعد جزو یکی از برنامه های ثابت این جشنواره تبدیل شد. از سال ۱۹۹۴ به عنوان یک برنامه کاملاً مستقل با سبک های موسیقی جاز، راک، پاپ، بلوز، رگی و کنسرت های موسیقی عصر نو با هنرمندان به روز تر و جدیدتر اجرا می شود.
فستیوال جاز استانبول یکی از اعضای بنیاد بین‌المللی فستیوال های جاز می باشد که از سال 1998 الی 2001 ریاست این بنیاد را نیز برعهده داشته است.